# Aigenfließen
Aigenfließen ist eine Katastralgemeinde der Gemeinde Ernsthofen im Bezirk Amstetten in Niederösterreich. Aigenfließen ist keine Ortschaft, sondern ist ein Ortsteil von Ernsthofen.

## Geschichte
Im Jahr 1822 wurde der Ort als Dorf mit 12 Häusern genannt, das nach Ernsthofen eingepfarrt war und wohin auch die Kinder eingeschult wurden. Die Herrschaft Burg Enns besaß die Ortsobrigkeit, übte die Landgerichtsbarkeit aus und besorgte die Konskription. Die Untertanen und Grundholde des Ortes gehörten den die Herrschaften Ennsegg, Pfarre St. Valentin, Spielberg, Rohrbach, Erla, Salaberg und der Kirche Ernsthofen. Im Jahr 1938 waren laut Adressbuch von Österreich in Aigenfließen ein Gastwirt, ein Müller, ein Realitätenverkehrsbüro, ein Sägewerk, ein Schuster, ein Trafikant, ein Wagner und ein Landwirt ansässig. Weiters gab es im Ort die Elektrizitätsgenossenschaft Aigenfliessen und Umgeb.

## Öffentliche Einrichtungen
In Aigenfließen gibt es einen Kindergarten.

## Siedlungsentwicklung
Zum Jahreswechsel 1979/1980 befanden sich in der Katastralgemeinde 164 Bauflächen mit insgesamt 77.230 m² und 134 Gärten auf 447.222 m², Auch 1989/1990 waren es 164. 1999/2000 war die Zahl der Bauflächen auf 196 angewachsen und 2009/2010 waren es 247 Gebäude auf 464 Bauflächen.

## Landwirtschaft
Die Katastralgemeinde ist landwirtschaftlich geprägt. 830 Hektar wurden zum Jahreswechsel 1979/1980 landwirtschaftlich genutzt und 136 Hektar waren forstwirtschaftlich geführte Waldflächen. 1999/2000 wurde auf 865 Hektar Landwirtschaft betrieben und 136 Hektar waren als forstwirtschaftlich genutzte Flächen ausgewiesen. Ende 2018 waren 837 Hektar als landwirtschaftliche Flächen genutzt und Forstwirtschaft wurde auf 141 Hektar betrieben. Die durchschnittliche Bodenklimazahl von Aigenfließen beträgt 46,7 (Stand 2010).